# Charlton W. Tebeau
Charlton W. Tebeau (1904-2000) est un historien américain particulièrement renommé pour ses travaux concernant la Floride. Il est né à Springfield en Géorgie. Il commence à enseigner, en 1939, à l'Université de Miami où il travaillera pendant 37 ans et sera président du département d'histoire pendant 23 ans.
Tebeau participa au lancement de l'Historical Museum of Southern Florida de Miami dont il fut l'éditeur de sa revue annuelle, Tequesta, pendant quarante ans,.
Parmi les nombreux ouvrages que Tebeau écrivit sur l'histoire de la Floride, le plus connu est sans doute A History of Florida, qui fut publié en 1971 par l'University of Miami Press. Il s'agit du recueil le plus complet à ce jour concernant l'histoire de la Floride et est devenu une référence en ce domaine.

## Hommages posthumes
En son honneur, la chaire d'histoire américaine, Charlton W. Tebeau Chair, fut établie à l'Université de Miami. La Florida Historical Association décerne chaque année les Charlton Tebeau Book Awards à des ouvrages consacrés à l'histoire de la Floride.